# SAS Queen Modjadji
Pour les articles homonymes, voir Modjadji.
Le SAS Queen Modjadji (numéro de coque S103), est un sous-marin de classe Héroïne actuellement en service dans la marine sud-africaine. Cette classe est une variante du sous-marin d'attaque conventionnel diesel-électrique type 209 développé par Howaldtswerke-Deutsche Werft (HDW) en Allemagne. Il a été nommé le 14 mars 2007 d’après la reine de la pluie sud-africaine par la marraine du navire, Mme Rita Ndzanga, lors d’une cérémonie à Emden, en Allemagne,

## Contexte
En juillet 2000, l’Afrique du Sud a signé avec Howaldtswerke-Deutsche Werft (HDW) et Thyssen Nordseewerke un contrat pour la construction de trois sous-marins de type 209/1400. Ces sous-marins remplacent les sous-marins de classe Daphné construits en France (les SAS Spear, SAS Assegaai et SAS Umkhonto) qui ont été mis hors service en 2003. Certains observateurs considèrent que ces bateaux sont les premiers « vrais » sous-marins de la marine sud-africaine, conçus pour être plus à l’aise sous l’eau qu’en surface, contrairement aux submersibles de classe Daphné pour lesquels c’était l’inverse.

## Historique
Le Queen Modjadji est arrivé à Simon's Town le 22 mai 2008.
Le commandant Handsome Thamsanqa Matsane est devenu le premier officier noir à commander un sous-marin sud-africain lorsqu’il a pris le commandement du Queen Modjadji en avril 2012 . Le SAS Queen Modjadji a été impliqué dans un accident le 17 juillet 2012 lorsque le sous-marin a heurté le fond marin pendant l’entraînement. Une bosse de 1,5 mètre sur 1,5 mètre a été faite dans la coque extérieure.
Le sous-marin a participé en mars 2012 à l’exercice naval conjoint Good Hope V entre la marine sud-africaine et la Marine allemande. L’exercice a également inclus la Force aérienne sud-africaine. Le sous-marin a participé à deux autres exercices navals en 2012 :
- entre le 24 septembre et le 10 octobre 2012, l’exercice maritime multinational Atlasur IX entre les marines de l’Afrique du Sud, de l’Argentine, du Brésil et de l’Uruguay[8]
- et du 10 au 26 octobre 2012 l’exercice IBSAMAR III, un exercice naval trilatéral entre le Brésil, l’Inde et l’Afrique du Sud.

En août 2021, le Queen Modjadji aurait un besoin urgent d’un carénage, mais le financement n’était pas immédiatement disponible. Le ministère de la Défense a déclaré que les plans de radoub du sous-marin seraient finalisés « sur la base de la disponibilité d’un financement progressif pour permettre le début progressif de [son] radoub. Le coût moyen d’un radoub de sous-marin a été évalué à 660 millions de rands, a déclaré le ministère.